# Médicos
Médicos, línea de vida (o semplicemente Médicos) è una telenovela messicana trasmessa su Las Estrellas dall'11 novembre 2019 all'8 marzo 2020. È basata su un'idea originale che affronta diversi casi di medicina intorno alla trama.

## Trama
Ambientato in un ospedale medico che ha le menti più esperte in ogni ramo della medicina, la serie segue la storia di Gonzalo Olmedo, un idealista e medico internista dedicato che viene nominato direttore dell'ospedale dopo l'improvvisa morte del suo predecessore. Assumendo la sua posizione, scopre la complessa operazione dell'ospedale che presenta le carenze di un sistema sanitario pubblico in problemi di crisi e corruzione. Per effettuare la trasformazione, Gonzalo recluta un gruppo di professionisti di spicco che curano i casi più complessi e, allo stesso tempo, cercano di guarire le ferite della propria vita.

## Personaggi
- Regina Villaseñor Gil, interpretata da Livia Brito
- David Paredes, interpretato da Daniel Arenas
- Ana Caballero, interpretata da Grettell Valdez
- Gonzalo Olmedo, interpretato da José Elías Moreno
- Luis Galván, interpretato da Carlos de la Mota
- Cynthia Guerrero, interpretata da Isabel Burr
- Constanza Madariaga de Castillo, interpretata da Marisol del Olmo
- Mireya Navarro, interpretata da Erika de la Rosa
- René Castillo, interpretato da Rodrigo Murray
- Rafael "Rafa" Calderón, interpretato da Federico Ayos
- Daniel Juárez, interpretato da Daniel Tovar
- Luz González, interpretata da Dalilah Polanco
- Tania Olivares, interpretata da Scarlet Gruber
- Marco Ávalos,interpretato da Mauricio Henao
- Pamela Miranda, interpretata da Lorena García
- Diego Martínez, interpretata da Michel López
- Arturo Molina, interpretato da Rodolfo Salas